# Абсолютна чутливість засобу вимірювання
Абсолютна чутливість засобу вимірювання — чутливість засобу вимірювань, яка визначається значенням відношення зміни сигналу на виході до зміни значення величини, що вимірюється:
{\displaystyle S={\frac {\Delta y}{\Delta x}}},
де: Δy — зміна сигналу на виході;
Δx — зміна вимірюваної величини.
У випадку нелінійної статичної характеристики перетворення чутливість залежить від значення вимірюваної величини, при лінійній характеристиці вона стала. У вимірювальних приладів при сталій чутливості шкала рівномірна (відстань між сусідніми поділками однакова).